# Robert Warthmüller
Robert Warthmüller, pseudonyme de Robert Müller (né le 16 janvier 1859 à Landsberg an der Warthe, mort le 25 juillet 1895 à Berlin) est un peintre allemand.
Warthmüller est appelé le "peintre de Frédéric" en raison de ses nombreuses représentations de Frédéric le Grand.

## Biographie
Warthmüller a une formation à l'université des arts de Berlin auprès d'Otto Knille et à Cassel auprès de Louis Kolitz puis à Munich et à Paris auprès de Jules Lefebvre. Lorsqu'il commence sa carrière en 1880, il choisit le nom de « Warthmüller » en mémoire de la rivière Warta, également pour la distinguer des nombreux artistes du nom de Müller.

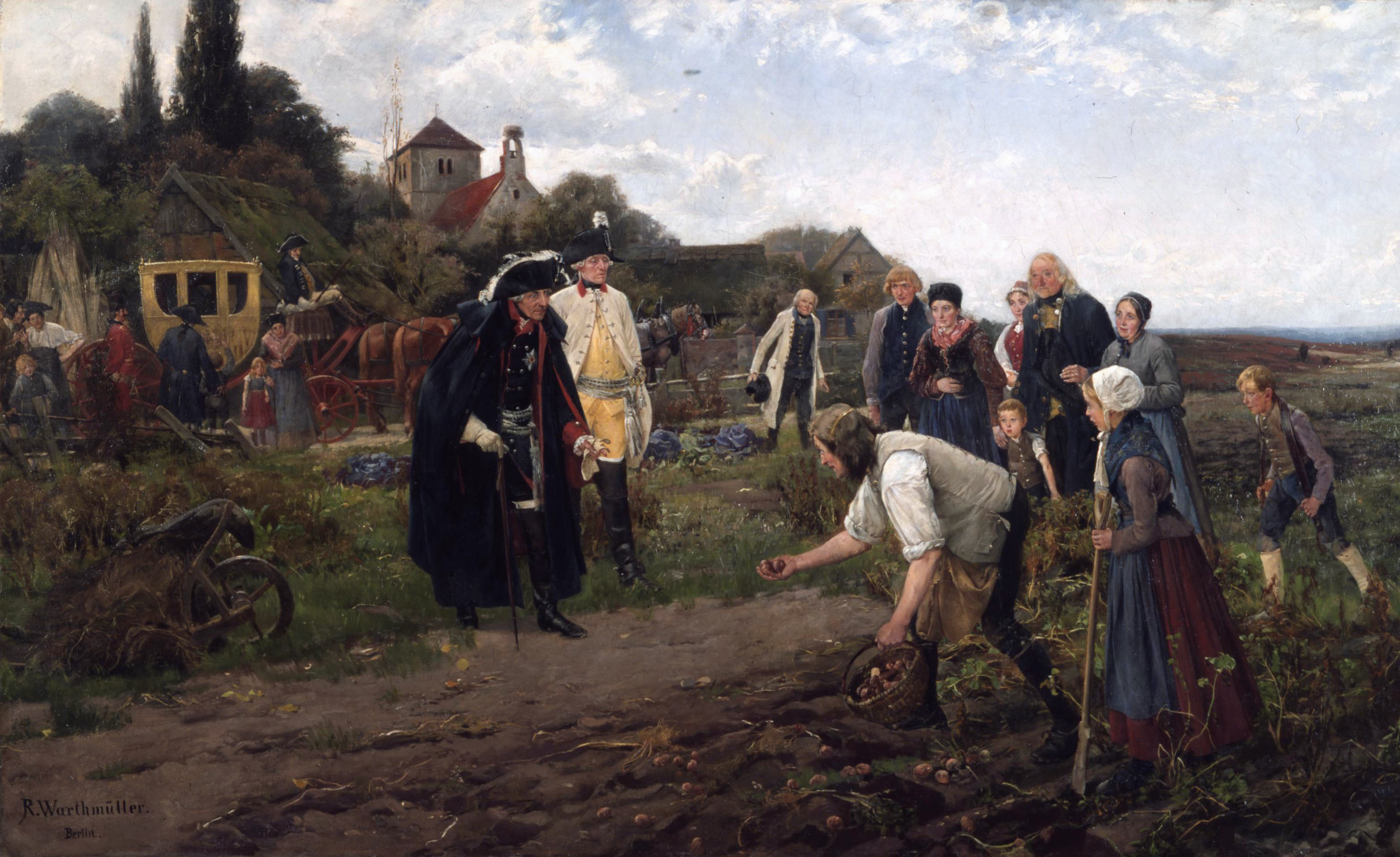
Der König überall, 1886

La maîtrise de Warthmüller, qui s'exprime également dans les images et les portraits contemporains, est remarquée avec un grand intérêt par Adolph von Menzel. Ses peintures servent pour des illustrations dans des journaux tels que Die Gartenlaube. En plus de la peinture d'histoire, il peint des paysages. Il appartient à la période romantique tardive, mais dans ses dernières œuvres, il aborde l'impressionnisme.
Il crée des miniatures et travaille comme sculpteur, par exemple il a fait une miniature de Hans Joachim von Zieten.
Warthmüller se marie. Le mariage donne quatre enfants, trois filles et le fils Hans Warthmüller (1890–1973), qui devient médecin.

## Mort et tombe
Immédiatement après sa nomination comme professeur à l'Université des Beaux-Arts, Robert Warthmüller meurt d'une appendicite en 1895 à 36 ans. Le peintre est enterré dans l'ancien cimetière de l'église des Douze-Apôtres à Schöneberg près de Berlin.
Le sculpteur Ernst Herter crée un monument funéraire pour la tombe murale de klinkers avec un revêtement de granit rougeâtre. La plaque de relief en bronze encastrée montre un médaillon avec le portrait du mort. Au-dessous de la figure, un génie féminin ailé, presque nu, la tête penchée émerge presque entièrement, une palette de couleurs avec un pinceau dans la main gauche, une branche de laurier dans la main droite. En-dessous se trouve un pseudo sarcophage dont le devant porte les inscriptions gravés et sur lequel reposent les pieds du génie.
Les familles Warthmüller et Herter sont amis et vivent dans la même maison pendant plusieurs années sur la Buchenstrasse (qui n'existe plus aujourd'hui), près de Lützowplatz dans le quartier de Tiergarten à Berlin. La tombe d'Ernst Herter est aussi préservée.
Après sa mort prématurée, la Galerie nationale de Berlin présente une exposition de ses œuvres d'avril à mai 1896 : 69 peintures à l'huile et 79 études à l'huile, aquarelles et dessins qu'il avait créés en dix ans.